# Adolf Horsetzky von Hornthal

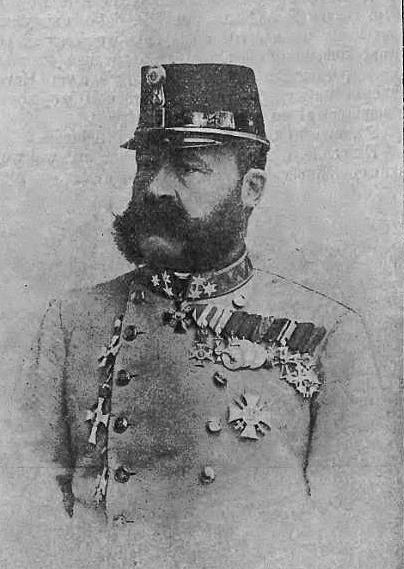
Adolf Horsetzky von Hornthal

Adolf Edler Horsetzky von Hornthal, född 12 februari 1847 i Prag, Böhmen, Kejsardömet Österrike
, död 10 februari 1929 i Wien, var en österrikisk militär och skribent.
Horsetzky blev officer vid infanteriet 1865, generalmajor 1891 och fältmarskalklöjtnant 1894. Han blev fälttygmästare och chef för 1:a armékåren i Kraków 1904, samt befordrades före sitt avsked 1908 till general i infanteriet. Horsetzky deltog i 1866 års krig och sårades i slaget vid Königgrätz, tjänstgjorde senare huvudsakligen i generalstaben och var 1902–1904 militärkommendant i Dalmatien. Han har utgett flera militära arbeten bland annat Kriegsgeschichtliche Übersicht der wichtigsten Feldzüge seit 1792 (7:e upplagan 1914). Invald som utländsk ledamot av Kungliga Krigsvetenskapsakademien 1895.